# Джош Макекран
Джош Макекран (англ. Josh McEachran, нар. 1 березня 1993, Оксфорд) — англійський футболіст, півзахисник клубу «Брентфорд».
Виступав, зокрема, за клуб «Челсі», а також молодіжну збірну Англії.

## Клубна кар'єра
Народився 1 березня 1993 року в місті Оксфорд. Вихованець юнацьких команд футбольних клубів «Челсі» та «Челсі».
У дорослому футболі дебютував 2010 року виступами за команду клубу «Челсі», в якій провів два сезони, взявши участь у 11 матчах чемпіонату. 
Згодом з 2012 по 2015 рік грав на умовах орнеди у складі команд «Свонсі Сіті», «Мідлсбро», «Вотфорда», «Віган Атлетік» та нідерландського «Вітесса».
До складу клубу «Брентфорд» приєднався 2015 року. Відтоді встиг відіграти за цей клуб з Лондона 2 матчі в національному чемпіонаті.

## Виступи за збірні
У 2007 році дебютував у складі юнацької збірної Англії, взяв участь у 23 іграх на юнацькому рівні, відзначившись 2 забитими голами.
Протягом 2010–2013 років залучався до складу молодіжної збірної Англії. На молодіжному рівні зіграв у 13 офіційних матчах, забив 1 гол.

## Статистика виступів

### Статистика клубних виступів
| Сезон             | Команда           | Чемпіонат         | Чемпіонат | Чемпіонат | Національний кубок | Національний кубок | Національний кубок | Континентальні кубки | Континентальні кубки | Континентальні кубки | Інші змагання | Інші змагання | Інші змагання | Усього | Усього |
| Сезон             | Команда           | Ліга              | Ігор      | Голів     | Ліга               | Ігор               | Голів              | Ліга                 | Ігор                 | Голів                | Ліга          | Ігор          | Голів         | Ігор   | Голів  |
| ----------------- | ----------------- | ----------------- | --------- | --------- | ------------------ | ------------------ | ------------------ | -------------------- | -------------------- | -------------------- | ------------- | ------------- | ------------- | ------ | ------ |
| 2010–11           | «Челсі»           | ПЛ                | 9         | 0         | КА+КЛ              | 1+1                | 0                  | ЛЧ                   | 6                    | 0                    | CS            | 0             | 0             | 17     | 0      |
| 2011–12           | «Челсі»           | ПЛ                | 2         | 0         | КА+КЛ              | 0+3                | 0                  | ЛЧ                   | 0                    | 0                    | -             | -             | -             | 5      | 0      |
| січ.-черв. 2012   | «Свонсі Сіті»     | ПЛ                | 4         | 0         | КА+КЛ              | 1+0                | 0                  | -                    | -                    | -                    | -             | -             | -             | 5      | 0      |
| 2012–13           | «Мідлсбро»        | FLC               | 38        | 0         | КА+КЛ              | 0+0                | 0                  | -                    | -                    | -                    | -             | -             | -             | 38     | 0      |
| 2013–14           | «Челсі»           | ПЛ                | 0         | 0         | КА+КЛ              | 0+0                | 0                  | ЛЧ                   | 0                    | 0                    | СУ            | 0             | 0             | 0      | 0      |
| Усього «Челсі»    | Усього «Челсі»    | Усього «Челсі»    | 11        | 0         |                    | 5                  | 0                  |                      | 6                    | 0                    |               | 0             | 0             | 22     | 0      |
| 2013-січ. 2014    | «Вотфорд»         | FLC               | 7         | 0         | КА+КЛ              | 0+1                | 0                  | -                    | -                    | -                    | -             | -             | -             | 8      | 0      |
| січ.-черв. 2014   | «Віган Атлетік»   | FLC               | 8         | 0         | КА+КЛ              | 3+0                | 0                  | -                    | -                    | -                    | -             | -             | -             | 11     | 0      |
| Усього за кар'єру | Усього за кар'єру | Усього за кар'єру | 68        | 0         |                    | 10                 | 0                  |                      | 6                    | 0                    |               | 0             | 0             | 84     | 0      |

## Титули і досягнення
- Чемпіон Європи (U-17): 2010